# Putting Holes in Happiness
Putting Holes in Happiness (рус. «Продырявливая счастье») — второй сингл из шестого альбома «Eat Me, Drink Me» группы Marilyn Manson. Песню, написанную на свой же день рождения 5 января 2007 года, Мэрилин Мэнсон описал как «романтическую, женоненавистническую, каннибальную, готическую и вампирическую балладу». Изначально песня планировалась стать первым синглом из альбома, но по требованию звукозаписывающего лейбла Мэнсона (Interscope Records) это решение было изменено в пользу теперь уже предыдущего сингла «Heart-Shaped Glasses (When the Heart Guides the Hand)», подобно синглу «Get Your Gunn» из дебютного альбома «Portrait of an American Family». В июне 2007 года был издан двух-трековый промодиск, но издание «Putting Holes in Happiness» в качестве второго сингла было подтверждено Мэнсоном только двумя месяцами позже, 7 августа. К тому моменту песня уже длительное время звучала на ведущих радиостанциях во Франции, которым раньше были разосланы копии проморелиза.
23 августа 2007 на сайте «Yahoo!» стал доступен общественности клип на сингл, снятый известным французским кинорежиссёром Филиппом Гранриё. Мэнсон неоднократно в различных интервью заявлял, что выбранные фрагменты клипа были сняты в Германии ещё во время съёмки клипа «Heart-Shaped Glasses (When the Heart Guides the Hand)» в апреле 2007 года.
Ремикс на сингл от Ника Зиннера под названием «The Guitar Hero Remix» был представлен на ранних специальных изданиях музыкальной видеоигры «Guitar Hero III: Legends of Rock».

## Список композиций
Промосингл
1. «Putting Holes in Happiness» (Radio Edit) — 3:57
2. «Putting Holes in Happiness» (Album Version) — 4:31

Альбомный сингл
1. «Putting Holes in Happiness» (Album Version) — 4:31
2. «Putting Holes in Happiness» (Boys Noize Remix) — 5:38
3. «Putting Holes in Happiness» (Guitar Hero Remix by Nick Zinner) — 3:44
4. «Putting Holes in Happiness» (Video) — 4:00

Германский ITunes EP
1. «Putting Holes in Happiness» (Album Version) — 4:31
2. «Putting Holes in Happiness» (Boys Noize Remix) — 5:38
3. «Putting Holes in Happiness» (Guitar Hero Remix by Nick Zinner) — 3:44
4. «You and Me and the Devil Makes 3» (Remix by Adam Freeland) — 5:39

Германский макси-CD
1. «Putting Holes in Happiness» (Radio Edit)
2. «Putting Holes in Happiness» (Boyz Noise Remix)
3. «Putting Holes in Happiness» (Guitar Hero Remix by Nick Zinner)
4. «Putting Holes in Happiness» (Video)

## Ремиксы
1. «Putting Holes in Happiness» (Boys Noize Remix)
2. «Putting Holes in Happiness» (Ginger Fish Remix)
3. «Putting Holes in Happiness» (Nick Zinner Remix – Guitar Hero III: Legends of Rock)
4. «Putting Holes in Happiness» (Robots to Mars Remix)
5. «Putting Holes in Happiness» (DJ Eric Ill & Scott Orlans Mix)